# Schomart Nurghalijew
Schomart Mirassuly Nurghalijew (kasachisch Жомарт Мирасұлы Нұрғалиев, russisch Жомарт Мирасович Нургалиев/Schomart Mirassowitsch Nurgalijew; * 16. März 1958 in Nowotroizk, Kasachische SSR; † 30. Oktober 2014 in Kökschetau) war ein kasachischer Politiker.

## Leben
Schomart Nurghalijew wurde 1958 im Dorf Nowotroizk im Gebiet Qostanai geboren. Er absolvierte seine Ausbildung am Pädagogischen Institut Qostanai als Geschichtslehrer, wo er 1981 seinen Abschluss machte. Ein weiterer Abschluss folgte 2006 an der Staatlichen Universität Qostanai in Agrarwissenschaften.
Seit 1975 arbeitete er in verschiedenen Positionen. Er war unter anderem für den Gesamtsowjetischen Leninschen Kommunistischen Jugendverband tätig, an dessen Kampagne zur Erschließung neuer landwirtschaftlich nutzbarer Gebiete im Grenzgebiet von Südsibirien und Nordkasachstan er beteiligt war. Von Mai 2006 an war er Äkim des Kreises Mengdiqara im Gebiet Qostanai, bevor er am 4. Februar 2009 zum Äkim (Bürgermeister) der Stadt Qostanai ernannt wurde. Dieses Amt übte er bis 2012 aus und war anschließend Äkim des Kreises Äulieköl. Am 9. Juni 2014 würde er zum Äkim der Stadt Kökschetau ernannt.
Am 30. Oktober 2014 besuchte er anlässlich des 70. Jahrestages des Sieges im Zweiten Weltkrieg ein Konzert, als er sich plötzlich unwohl fühlte. Nurghalijew wurde ins Krankenhaus gebracht, wo er wenig später an den Folgen eines Herzinfarktes verstarb.